# Compañía Nacional de Radiodifusión Pública de Ucrania
La Compañía Nacional de Radiodifusión Pública de Ucrania (en ucraniano: Національна суспільна телерадіокомпанія України, «Natsionalna Suspilna Teleradiokompaniya Ukrayiny»), también conocida por la marca Suspilne Movlennia (Суспільне мовлення, «Radiodifusión Pública»), es la empresa de radiodifusión pública de Ucrania.
La radio comenzó sus emisiones en 1924, mientras que la televisión se puso en marcha en 1965 dentro del sistema soviético. La Ucrania independiente nacionalizó ambos medios en 1991, y funcionaron por separado hasta que en 2017 se reagruparon en el servicio actual. La empresa gestiona dos canales de televisión, tres emisoras de radio, servicios internacionales y un sitio web multimedia. 
Ucrania es miembro de la Unión Europea de Radiodifusión desde 1993.

## Historia
La radio de Ucrania —dentro de la Unión Soviética— comenzó su actividad en 16 de noviembre de 1924 desde Járkov, si bien no hubo una red nacional hasta 1928. Por su parte, las primeras emisiones de televisión tuvieron lugar el 1 de febrero de 1939, una prueba de cuarenta minutos desde un pequeño estudio en Kiev en el que se exhibía un retrato de Sergó Ordzhonikidze. El servicio quedó interrumpido durante la Segunda Guerra Mundial; mientras la radio regresó en 1945, las pruebas televisivas no se retomaron hasta el 6 de noviembre de 1951. Al día siguiente se retransmitió una ceremonia para conmemorar el 34° aniversario de la Revolución de Octubre.
En 1953 se inauguró el centro de televisión de Kiev en la calle Jreshchatyk, siendo el tercero en la Unión Soviética tras Moscú y Leningrado. Las transmisiones regulares no tuvieron lugar hasta 1956, y en los primeros años solo pudieron emitir programas en directo porque no contaban con la tecnología para ofrecer espacios grabados. 
El 20 de enero de 1965 se puso en marcha el canal UT-1 (actual Pershyi). Gracias a la rápida implantación del medio, se pudo abrir el segundo canal «UT-2» en 1972.
Con la independencia de Ucrania en 1991, la radio y televisión fueron nacionalizadas por el nuevo gobierno y reconvertidas en Radio Ucrania y la Compañía Nacional de Televisión de Ucrania (NTU). El servicio televisivo se mantuvo sin variaciones hasta 2004, cuando se privatizó la segunda frecuencia para dar cabida al nuevo canal 1+1. Desde entonces UT-1 ha sido la señal pública de referencia.
En 2014 el gobierno ucraniano inició una reforma de los medios públicos que, entre otras medidas, pretendía garantizar la independencia editorial de la radiodifusión pública y agrupar todos los servicios en una sola empresa. El estallido de la guerra del Dombás retrasó su aplicación tres años, hasta que el 19 de enero de 2017 se produjo la constitución oficial de la nueva «Compañía Nacional de Radiodifusión Pública de Ucrania», primero como «UA:PBC» y después bajo la marca «Suspilne».
Después de que se produjera la invasión rusa de Ucrania en febrero de 2022, Suspilne ha conseguido mantener su actividad pese a los ataques del ejército ruso contra sus instalaciones. Desde el 26 de febrero de ese año, los canales públicos y privados de Ucrania gestionan un canal informativo de emergencia sobre el conflicto, Noticias Unidas (en ucraniano, Yedyni novyny). Además, los miembros de la Unión Europea de Radiodifusión han facilitado sus propios medios para difundir la señal a los ucranianos que se han visto obligados a abandonar el país.

## Servicios

### Radio
| Logo | Canal                       | Información                                                                                          |
| ---- | --------------------------- | --- |
|      | Ukrayinske Radio            | Emisora generalista.                                                                                 |
|      | Radio Promin                | Emisora musical actual con boletines informativos.                                                   |
|      | Radio Kultura               | Emisora cultural y educativa.                                                                        |
|      | Radio Tochka                | Emisora musical de tipo adulto contemporáneo.                                                        |
|      | Radio Ukraine International | Emisora internacional. Emite en inglés, alemán, polaco, rumano, búlgaro, húngaro, ruso y bielorruso. |

### Televisión
Nacionales
| Logo | Canal            | Información |
| ---- | ---------------- | --- |
|      | Pershyi          | Anteriormente conocido como UT-1. Su programación es generalista, con especial atención a los espacios informativos. |
|      | Suspilne Kultura | Canal de televisión cultural, fundado en 2003 y con vocación internacional.                                          |
|      | Suspilne Sport   | Canal de deportes.                                                                                                   |

Regionales
| Logo | Canal                    | Distribución    |
| ---- | ------------------------ | --------------- |
|      | Suspilne Krim            | Crimea          |
|      | Suspilne Cherkasy        | Cherkasy        |
|      | Suspilne Chernihiv       | Chernígov       |
|      | Suspilne Chernivtsi      | Chernivtsi      |
|      | Suspilne Donbas          | Donbás          |
|      | Suspilne Dnipro          | Dnipro          |
|      | Suspilne Ivano-Frankivsk | Ivano-Frankivsk |
|      | Suspilne Kharkiv         | Járkov          |
|      | Suspilne Kherson         | Jersón          |
|      | Suspilne Khmelnytskyi    | Jmelnitskyi     |
|      | Suspilne Kyiv            | Kiev            |
|      | Suspilne Kropyvnytskyi   | Kirovogrado     |
|      | Suspilne Lviv            | Leópolis        |
|      | Suspilne Mykolaiv        | Nicolaiev       |
|      | Suspilne Odesa           | Odesa           |
|      | Suspilne Poltava         | Poltava         |
|      | Suspilne Rivne           | Rivne           |
|      | Suspilne Sumy            | Sumy            |
|      | Suspilne Ternopil        | Ternópil        |
|      | Suspilne Vinnytsia       | Vínnitsa        |
|      | Suspilne Lutsk           | Volinia         |
|      | Suspilne Uzhhorod        | Transcarpatia   |
|      | Suspilne Zaporizhzhia    | Zaporiyia       |
|      | Suspilne Zhytomyr        | Zhitómir        |